# Calpine
Calpine – jednostka osadnicza w Stanach Zjednoczonych, w stanie Kalifornia, w hrabstwie Sierra.